# Técnicos Auxiliares de Informática
El Cuerpo de Técnicos Auxiliares de Informática de la Administración del Estado, es un cuerpo de funcionarios de la Administración del Estado español clasificado en el grupo C1 (antiguo grupo C), por lo que la titulación requerida para acceder al mismo es la de Bachiller superior, Bachillerato Unificado Polivalente, Bachiller-LOGSE, FP2 o equivalente, técnico o tener aprobadas las pruebas de acceso a la universidad para mayores de 25 años.
Las funciones desempeñadas por los miembros del Cuerpo de Técnicos Auxiliares de Informática son una parte esencial en el desarrollo y mantenimiento de los sistemas de información automatizados de la AGE. Entre ellas se puede destacar las de análisis y programación de aplicaciones, apoyo a usuarios, mantenimiento hardware, instalación de equipos y sistemas, operación de sistemas en grandes centros de datos, y apoyo auxiliar en la gestión de sistemas, redes, datos y seguridad. Su carrera administrativa suele comenzar en puestos de programación u operación básicos, pudiendo alcanzar las de análisis y diseño técnico de aplicaciones y sistemas.
Su actividad puede desarrollarse en los órganos centrales y territoriales de los Ministerios y de los Organismos Públicos de la Administración General del Estado. En este sentido, de los 2.552 funcionarios que están en servicio activo en este Cuerpo, el 58 por ciento está destinado en Madrid, ubicándose el resto en el conjunto del territorio español.